# Wang Jianlin
Wang Jianlin (王健林), né le 24 octobre 1954 à Mianyang (Sichuan), est un homme d'affaires chinois, propriétaire du conglomérat  Dalian Wanda Group fondé en 1988.

## Biographie
Wang Jianlin est un ancien soldat de l'Armée populaire de libération et membre du Parti communiste chinois. Il devient directeur de district, puis quitte la fonction publique en 1989 pour s'engager dans le secteur privé. Il prend alors la direction du groupe Wanda Commercial  dont le siège se trouve à Dalian.
En 2013, le magazine Forbes le classe comme l’homme le plus riche de Chine continentale.
Il est marié à Lin Ning (林宁), et a un fils, Wang Sicong (zh) (王思聪, né en 1988) et une fille, Pan Shu Yu qui a fait ses études à Winchester College et University College de Londres en Angleterre. Wang Sicong est actuellement membre du conseil d'administration du groupe Wanda et une société de capital-venture en Chine à travers son fonds de private equity basée à Pékin, Prometeus Capital (普思 投资). Pan Shu Yu est maintenant propriétaire de club voyage au Canada.
En décembre 2015, Wang Jianlin achète le « 15a Kensington Palace Gardens » (Londres) pour 80 millions de livres sterling. La maison a déjà été habitée par le milliardaire ukrainien, Leonard Blavatnik, qui l'a louée pendant de longs travaux sur la maison qu'il possède en face.
Il est propriétaire, fin 2016, du plus grand nombre d'hôtels cinq étoiles de la planète et du plus grand nombre de salles de cinéma aux États-Unis et au monde.